# Olympische Sommerspiele 2012/Teilnehmer (Gabun)
| Gelbes Symbol für Goldmedaillen mit stilisierten Olympischen Ringen | Graues Symbol für Silbermedaillen mit stilisierten Olympischen Ringen | Braundes Symbol für Bronzemedaillen mit stilisierten Olympischen Ringen |
| ------------------------------------------------------------------- | --------------------------------------------------------------------- | ----------------------------------------------------------------------- |
| —                                                                   | 1                                                                     | —                                                                       |

Gabun nahm in London an den Olympischen Spielen 2012 teil. Es war die insgesamt neunte Teilnahme an Olympischen Sommerspielen. Das Comité Olympique Gabonais nominierte 24 Athleten in fünf Sportarten. Weitere vier Fußballer wurden als Ersatzspieler berufen.
Fahnenträgerin bei der Eröffnungsfeier war die Leichtathletin Ruddy Zang Milama.

## Medaillen

### Medaillenspiegel
| Medaillenspiegel Gabun |           |                              |                           |                           |        |
| Platz                  | Sportart  | Goldmedaille – Olympiasieger | Silbermedaille – 2. Platz | Bronzemedaille – 3. Platz | Gesamt |
| 1                      | Taekwondo | —                            | 1                         | —                         | 1      |
| Total                  | Total     | —                            | 1                         | —                         | 1      |

### Medaillengewinner

#### Silber
| Name          | Sportart  | Wettkampf         |
| ------------- | --------- | ----------------- |
| Anthony Obame | Taekwondo | Klasse über 80 kg |

## Teilnehmer nach Sportarten

### Boxen
| Athleten          | Wettbewerb              | 1. Runde            | 1. Runde | Achtelfinale  | Achtelfinale  | Viertelfinale | Viertelfinale | Halbfinale    | Halbfinale    | Finale        | Finale        | Rang |
| Athleten          | Wettbewerb              | Gegner              | Ergebnis | Gegner        | Ergebnis      | Gegner        | Ergebnis      | Gegner        | Ergebnis      | Gegner        | Ergebnis      | Rang |
| ----------------- | ----------------------- | ------------------- | -------- | ------------- | ------------- | ------------- | ------------- | ------------- | ------------- | ------------- | ------------- | ---- |
| Männer            |                         |                     |          |               |               |               |               |               |               |               |               |      |
| Braexir Lemboumba | Bantamgewicht bis 56 kg | W. Encarnación      | 6-15     | ausgeschieden | ausgeschieden | ausgeschieden | ausgeschieden | ausgeschieden | ausgeschieden | ausgeschieden | ausgeschieden | 17   |
| Yannick Mbemy     | Weltergewicht bis 69 kg | Bjambyn Tüwschinbat | 4-17     | ausgeschieden | ausgeschieden | ausgeschieden | ausgeschieden | ausgeschieden | ausgeschieden | ausgeschieden | ausgeschieden | 17   |

### Fußball
| Wettbewerb   | Männer |
| ------------ | --- |
| Athleten     | Pierre-Emerick Aubameyang André Biyogo Poko (ohne Einsatz) Cédric Boussoughou Rémy Ebanega (ohne Einsatz) Bruno Ecuélé Manga (ohne Einsatz) Franck Engonga Merlin Tandjigora Lévy Madinda Axel Méyé Anthony Mfa Mezui (ohne Einsatz) Emmanuel Ndong Henri Ndong Alexander N’Doumbou Allen Nono Romuald Ntsitsigui (ohne Einsatz) Stévy Nzambé Jerry Obiang Didier Ovono Nick Moundounga (Ersatz, ohne Einsatz) Muller Dinda (Ersatz) Samson Mbingui (Ersatz) Lionel Yakouya (Ersatz, ohne Einsatz) |
| Trainer      | Claude Albert Mbourounot |
| Gruppenphase | Schweiz 1:1 (1:1) Mexiko 0:2 (0:0) Südkorea 0:0 |

### Leichtathletik
Laufen und Gehen
| Athleten            | Wettbewerb | Vorlauf | Vorlauf | Halbfinale    | Halbfinale    | Finale        | Finale        | Rang |
| Athleten            | Wettbewerb | Zeit    | Rang    | Zeit          | Rang          | Zeit          | Rang          | Rang |
| ------------------- | ---------- | ------- | ------- | ------------- | ------------- | ------------- | ------------- | ---- |
| Frauen              |            |         |         |               |               |               |               |      |
| Ruddy Zang Milama   | 100 m      | 11,14 s | 3       | 11,31 s       | 7             | –             | –             | 19   |
| Männer              |            |         |         |               |               |               |               |      |
| Wilfried Bingangoye | 100 m      | 10,89 s | 3       | ausgeschieden | ausgeschieden | ausgeschieden | ausgeschieden | –    |

### Judo
| Athleten      | Wettbewerb       | 1. Runde        | 1. Runde  | Achtelfinale | Achtelfinale | Viertelfinale | Viertelfinale | Hoffnungsrunde Halbfinale | Hoffnungsrunde Halbfinale | Halbfinale    | Halbfinale    | Hoffnungsrunde Finale | Hoffnungsrunde Finale | Finale        | Finale        | Rang |
| Athleten      | Wettbewerb       | Gegner          | Ergebnis  | Gegner       | Ergebnis     | Gegner        | Ergebnis      | Gegner                    | Ergebnis                  | Gegner        | Ergebnis      | Gegner                | Ergebnis              | Gegner        | Ergebnis      | Rang |
| ------------- | ---------------- | --------------- | --------- | ------------ | ------------ | ------------- | ------------- | ------------------------- | ------------------------- | ------------- | ------------- | --------------------- | --------------------- | ------------- | ------------- | ---- |
| Frauen        |                  |                 |           |              |              |               |               |                           |                           |               |               |                       |                       |               |               |      |
| Audrey Koumba | Klasse bis 78 kg | O. Ntahonvukiye | 020 - 000 | A. Joó       | 000 - 100    | ausgeschieden | ausgeschieden | ausgeschieden             | ausgeschieden             | ausgeschieden | ausgeschieden | ausgeschieden         | ausgeschieden         | ausgeschieden | ausgeschieden | 9    |

### Taekwondo
| Athleten      | Wettbewerb        | Achtelfinale          | Achtelfinale | Viertelfinale     | Viertelfinale | Halbfinale      | Halbfinale | Hoffnungsrunde Halbfinale | Hoffnungsrunde Halbfinale | Hoffnungsrunde Finale | Hoffnungsrunde Finale | Finale         | Finale   | Rang   |
| Athleten      | Wettbewerb        | Gegner                | Ergebnis     | Gegner            | Ergebnis      | Gegner          | Ergebnis   | Gegner                    | Ergebnis                  | Gegner                | Ergebnis              | Gegner         | Ergebnis | Rang   |
| ------------- | ----------------- | --------------------- | ------------ | ----------------- | ------------- | --------------- | ---------- | ------------------------- | ------------------------- | --------------------- | --------------------- | -------------- | -------- | ------ |
| Männer        |                   |                       |              |                   |               |                 |            |                           |                           |                       |                       |                |          |        |
| Anthony Obame | Klasse über 80 kg | Kaino Thomsen-Fuataga | 9:2          | Robelis Despaigne | 7:6           | Bahri Tanrıkulu | 3:1        | –                         | –                         | –                     | –                     | Carlo Molfetta | 9:9      | Silber |